# Elezioni presidenziali nella Repubblica di Cina del 1918
Le elezioni presidenziali nella Repubblica di Cina del 1918 si tennero il 4 settembre per la designazione del presidente e del vicepresidente della Repubblica di Cina.
Xu Shichang fu eletto dai due rami dell'Assemblea nazionale che erano controllate dalla cricca di Anhui formata alle elezioni dell'Assemblea nazionale dello stesso anno.
Il mandato di Feng Guozhang come presidente era scaduto il 10 ottobre 1918. Non cercò la rielezione a condizione che Duan Qirui si ritirasse da primo ministro lo stesso giorno. Xu Shichang, uno statista esperto, fu visto come un mediatore abbastanza neutrale tra le diverse fazioni e tra il Nord e il Sud.
Sebbene la cricca di Anhui (o Anfu Club) abbia promesso la vicepresidenza a Cao Kun, la cricca delle Comunicazioni impedì il quorum dei due terzi necessario per la sua elezione e lasciò l'ufficio vacante. 
Il governo di Canton denunciò il nuovo parlamento come illegale e rifiutò di riconoscere legittima l'elezione di Xu Shichang. La vecchia Assemblea nazionale eletta nel 1912 raggiunse il quorum il 6 agosto a Canton e dichiarò che non avrebbe riconosciuto alcuna attività della riunione del corpo a Pechino, comprese le elezioni presidenziali o eventuali mandati o accordi presi.

## Riepilogo voti
| Candidati    | Partiti         | Voti | %     |
| ------------ | --------------- | ---- | ----- |
| Xu Shichang  | Indipendente    | 425  | 98,15 |
| Duan Qirui   | Cricca di Anhui | 5    | 1,15  |
| Wang Shizhen | Indipendente    | 1    | 0,23  |
| Zhang Jian   | Indipendente    | 1    | 0,23  |
| Ni Sichong   | Cricca di Anhui | 1    | 0,23  |
| Totale       | Totale          | 433  | 100   |